# Ferdinand Kürnberger
Ferdinand Kürnberger (3 de julio de 1821 – 14 de octubre de 1879) fue un escritor austriaco.
Fue uno de los más influyentes escritores de la literatura vienesa en los años sesenta y setenta del siglo XIX. Actualmente es conocido sobre todo por su participación en la revolución de 1848, lo que le obligaría a huir a Dresde, Alemania donde fue arrestado al año siguiente.

## Obras
- Geglaubt und vergessen (1836)
- Der Amerika-Müde, amerikanisches Kulturbild (1855)
- Ausgewählte Novellen (1858)
- Literarische Herzenssachen. Reflexionen und Kritiken (1877)
- Das Schloß der Frevel (1903)